# المتحف العربي للفن الحديث
المتحف العربي للفن الحديث في الدوحة يقدم منظورا عربيا للفن الحديث والمعاصر ويدعم الإبداع ويعزز الحوار ويلهم الأفكار الجديدة. تأسست في عام 2010 ويعتبر من بين أهم المعالم الثقافية في البلاد.

## التاريخ
افتتح المتحف في ديسمبر 2010 في مبنى مؤقت في مدينة قطر التعليمية في الدوحة وصممه المهندس المعماري الفرنسي جان فرانسوا بودن. جمع الجمع الأولي حسن بن محمد بن علي آل ثاني ورفعت هيئة متاحف قطر شروط الحفظ كمؤسسة عامة ترأسها المياسة بنت حمد بن خليفة آل ثاني.

## المجموعة
تبلغ مساحة المتحف 5,500 متر مربع ويقع في مبنى سابق للمدرسة في مدينة الدوحة التعليمية ويضم أكثر من 9,000 عمل فني كما تم إبلاغه في عام 2014 والذي يقدم نظرة شاملة نادرة عن الفن العربي الحديث وهو ما يمثل الاتجاهات الرئيسية التي تمتد من الأربعينيات وحتى القرن الحالي. تم التبرع من حسن بن محمد بن علي آل ثاني لمؤسسة قطر وتم الحصول عليها لاحقا من قبل هيئة متاحف قطر. يعتقد أنه أحد أكبر مجموعات اللوحات والمنحوتات العربية المنتجة في العالم. قالت المياسة آل ثاني رئيسة هيئة متاحف قطر بمناسبة افتتاح المتحف في عام 2010: «نحن... نجعل قطر مكانا لرؤية واستكشاف ومناقشة إبداعات الفنانين العرب في العصر الحديث من وقتنا الخاص».

## المعارض
يحتضن معرض المتحف الدائم سبعة معارض في الطابق العلوي في حين يخصص الفناء و 5 معارض للمعارض المؤقتة. ينظر المتحف إلى الحركات الحديثة والمعاصرة الرئيسية ممثلة في المجموعة. افتتح المتحف في 30 ديسمبر 2010 مع معرض يسمى «سجل» وظهر مقطع من الفن العربي على مدى 100 سنة الماضية. في الوقت نفسه استضاف المتحف التدخلات (معرضا للجان جديدة من قبل خمسة من الفنانين العرب الحداثيين المحوريين (ضياء عزاوي وفريد بلكهيا وأحمد نوار وإبراهيم الصلاحي وحسن شريف) وأخبر/لم يخبر/يحكيها وهو معرض طموح للجان جديدة من قبل ثلاثة وعشرين فنانا عربيا معاصرا.
عرض معرض المتحف التالي تساى قوه تشيانغ: سراب من 5 ديسمبر 2011 إلى 26 مايو 2012. أول عرض فردي ينظمه المتحف تساى قوه تشيانغ: عرضت سراب أكثر من خمسين عملا منها سبعة عشر عملا فنيا جديدا من قبل الفنان المعاصر الشهير تساى قوه تشيانغ. سراب إعادة تصور العلاقات التاريخية بين الصين ومنطقة الخليج العربي وأكد مجددا التزام المتحف بتقديم منظور عربي فريد من نوعه على الفن الحديث والمعاصر. افتتح المعرض مع أكبر حدث انفجار النهار في تساي قوه تشيانغ، حفل أسود.
الشاي مع نفرتيتي: عمل الفن والفنان والمتحف والجمهور في الفترة من نوفمبر 2012 إلى مارس 2013. من خلال إعادة النظر في التاريخ المتنازع عليه لكيفية جمع المجموعات المصرية من قبل العديد من المتاحف من القرن التاسع عشر فصاعدا هذا المعرض يجمع بين الآثار والأعمال الحداثية والمحفوظات و 26 فنان معاصر دولي وجماعة فنية.
تشمل المعارض الأخرى التي نظمها متحف ما يلي:
- «إلى الأبد الآن: خمس حكايات من المجموعة الدائمة» والتي تتميز بقراءات جديدة استنادا إلى أعمال خمسة فنانين من مجموعة المتحف الدائمة.[11]
- «مختارات من المجموعة» التي تصورها فريق التنظيم من متحف.[12]
- «خات وبعد» الذي يتضمن أعمالا من المجموعة الدائمة لمتحف: المتحف العربي للفن الحديث.[13]
- «عادل عبد الصمد: العصر الذهبي» برعاية بيير لويجي تزي من نوفمبر 2013 إلى يناير 2014.[14]
- «مجدي مصطفى: عنصر الصوت» مساحة المشروع، متحف، 2013.[15]
- «مجموعة ماثاف الدائمة: اللوحات والمنحوتات وحديقة المشاريع» من ديسمبر 2013 إلى فبراير 2014.[16]
- «منى حاطوم: الاضطراب» 2014.[17]
- «منال الدويان: تحطم» 2014، برعاية لورا بارلو.[18]
- «إيتل عدنان في جميع أبعادها» 2014، برعاية هانز أولريش أوبريست.[19]
- «أقرب ما وصلت إليه تجربة علمية» من قبل غادة الكندري برعاية آلاء يونس، 2014.[20]
- «شيرين نشأت: بعد ذلك» برعاية عبد الله كروم، نوفمبر 2014 إلى فبراير 2015.[21]
- «وائل شوقي: الحروب الصليبية وقصص أخرى» 2015، برعاية عبد الله كروم.
- ضياء عزاوي: استعادية (من 1963 حتى غد) برعاية كاترين ديفيد، 2016.

## مبادرات التعليم
يقدم المتحف جولات تحت إشراف الزائرين بالإضافة إلى تنظيم الأنشطة التعليمية وتقديم دروس فنية. كما يضم المتحف مكتبة.

## مبادرات البحث
نشر المتحف بالتعاون مع مؤسسة قطر موسوعة على شبكة الإنترنت تحتوي على السير الذاتية للفنانين العرب ونشرت موسوعة الحداثة والبحوث موسوعة العالم العربي كمنصة استعراض نظير تربط المتحف بجامعة.

## معرض الصور

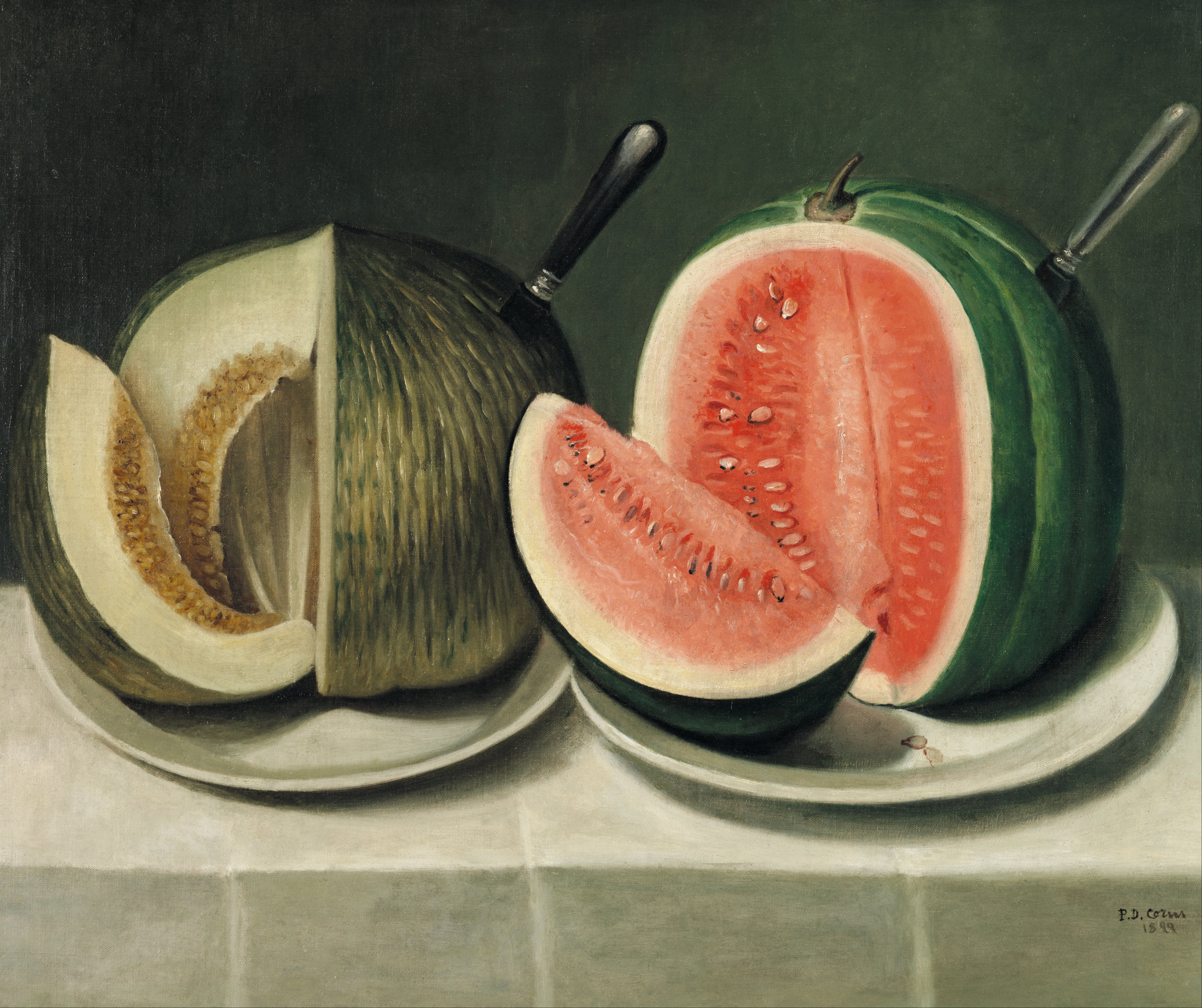
البطيخ، من قبل داود قرم، 1899
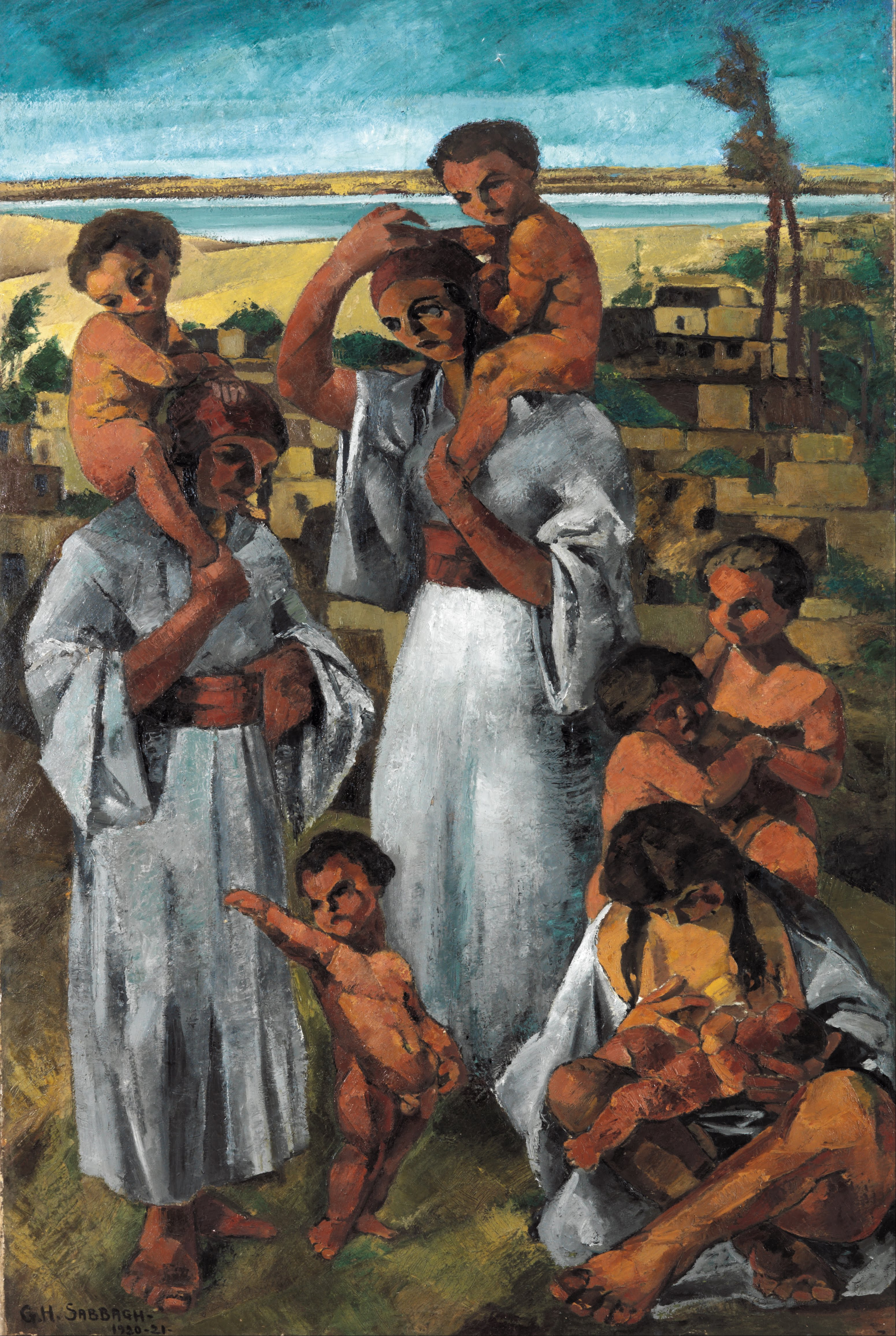
الأمومة العربية، من قبل جورج حنا صباغ، 1920-1921
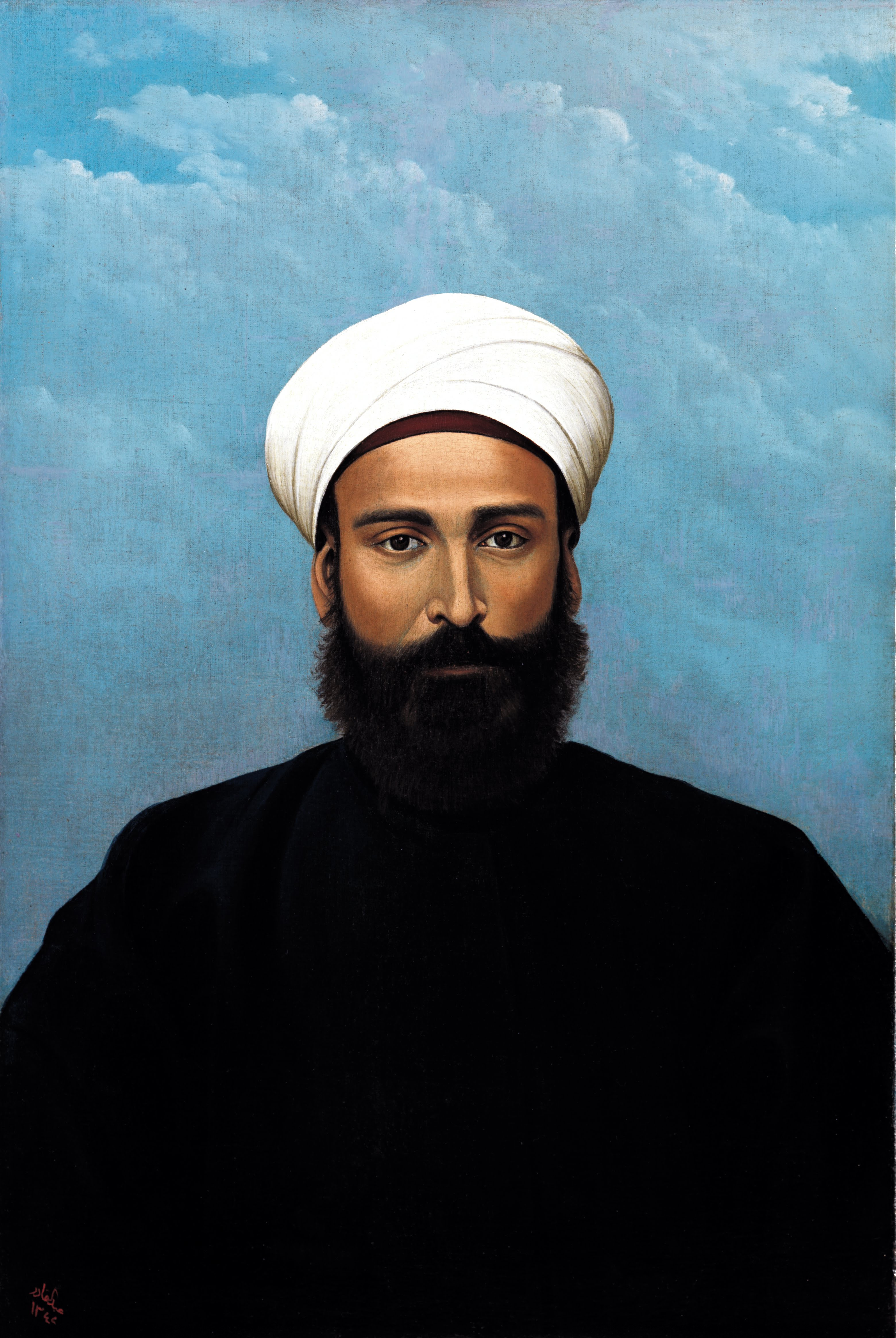
صورة محمد درويش العلوسي، بقلم عبد القادر الرسام، 1924
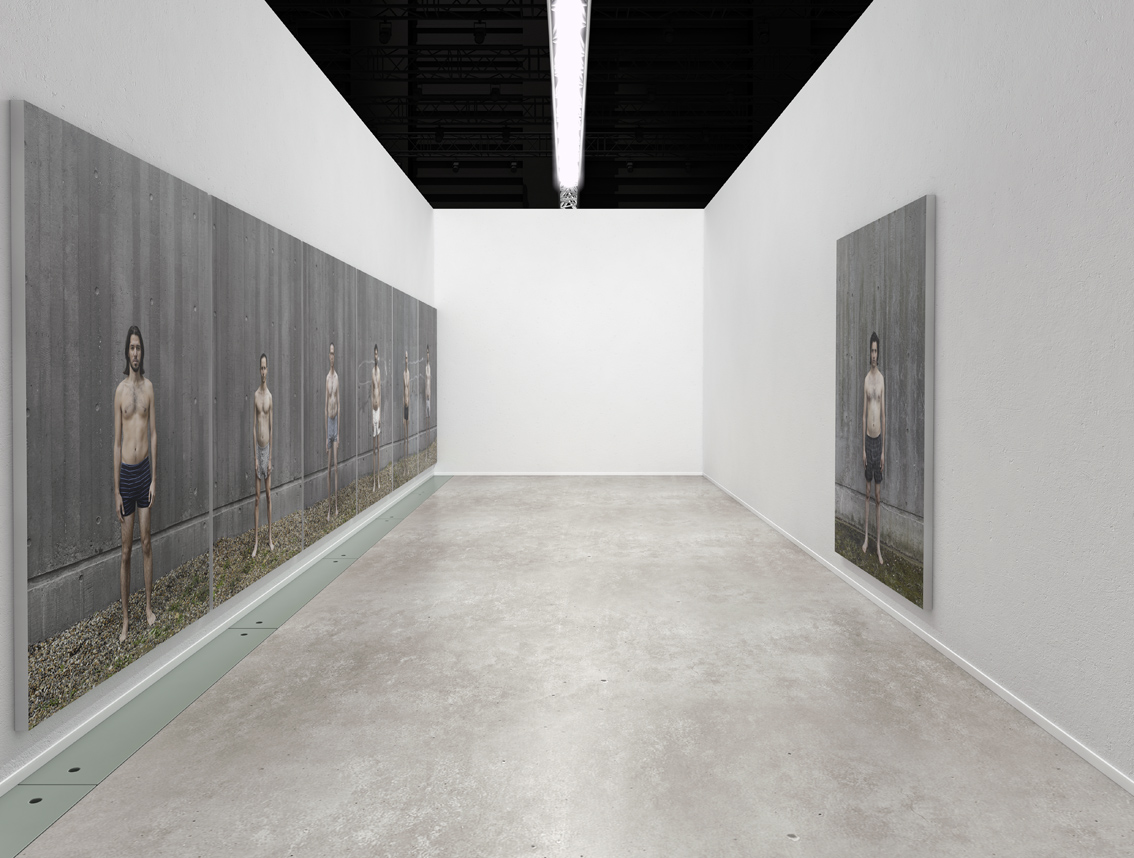
مستوطنة - ستة إسرائيليين وفلسطيني واحد، من قبل ستيف سابيلا، 2008-2010

## وصلات خارجية
- المتحف الموقع الرسمي
- هيئة متاحف قطر
- آرت ديلي
- المتحف العربي للفن الحديث في قطر